# Únos letounu do NSR dne 10. května 1978

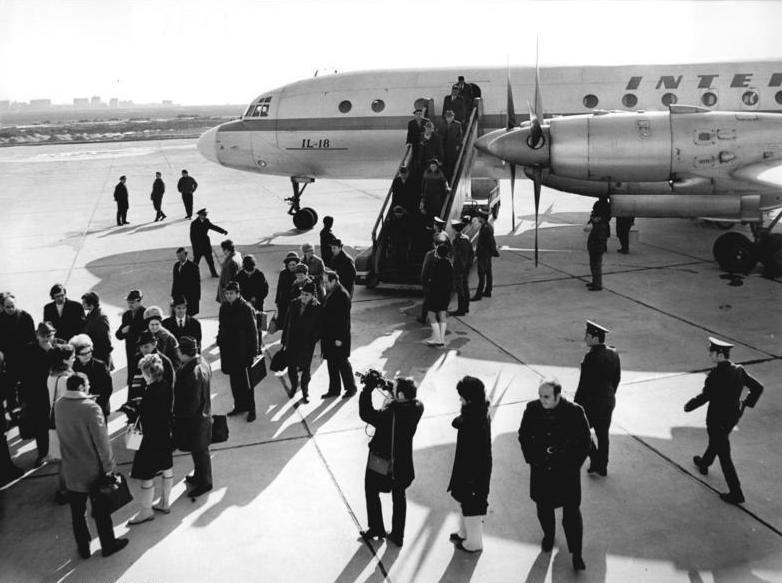
Letoun Il-18 na letišti v Lipsku (ilustrační obrázek)

Únos letounu do NSR dne 10. května 1978 byl únos letounu typu Iljušin Il-18 Československých aerolinií na pravidelné lince Praha – Brno. V letounu bylo 35 cestujících a šestičlenná posádka. Únosci donutili piloty přeletět do západního Německa a přistát na letišti ve Frankfurtu nad Mohanem. Únosci byli posléze německým soudem odsouzeni na 3 roky vězení. Motivem únosu byla emigrace do tehdejšího NSR.

## Únosci
- Josef Katrinčák (27 let)
- Radomír Šebesta (26 let)

## Okolnosti a průběh únosu

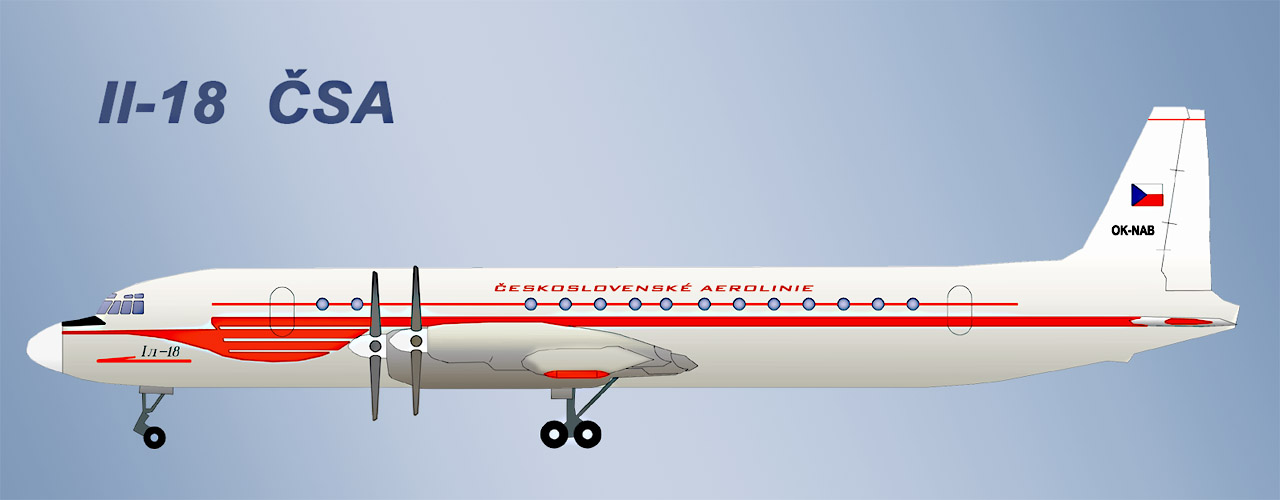
Il-18 v barvách ČSA

Radomír Šebesta a Josef Katrinčák se rozhodli, že unesou letadlo do NSR. Proto vyloupili začátkem května 1978 sklad výbušnin ve Stanovicích na Karlovarsku. Emigrovat se rozhodla i Anna Katrinčáková, manželka Josefa Katrinčáka. Dne 10. května 1978 se podařilo propašovat výbušniny na palubu dopravního letadla Il-18. Manželé Katrinčákovi vzali na palubu letadla i své dvě děti.
Z rozsudku Krajského soudu v Plzni: Dne 10. května 1978 došlo k únosu letadla ČSA letícího v 18.04 hodin na pravidelné lince z Prahy do Brna, v němž sedělo 35 cestujících a šestičlenná posádka.
Podle rozsudku měl u sebe v letadle kufřík s výbušninami Josef Katrinčák. Postup Josefa Katrinčáka při únosu: Průvodčímu letadla oznámil, že má u sebe až 15 kilogramů plastické trhaviny a ať letadlo změní kurz na NSR. Nátlak únosců byl úspěšný – V 19.33 hodin přistálo letadlo proti vůli členů posádky i cestujících ve Frankfurtu. Zde se únosci vzdali německé policii a požádali o politický azyl.

## Rozsudky
Únosci byli odsouzeni v Německu. Pachatele odsoudili k trestům odnětí svobody na 3 léta. Německá strana nevyhověla žádostem československých úřadů o vydání únosců. Proto byli v bývalém Československu odsouzeni v nepřítomnosti. Krajský soud v Plzni odsoudil Josefa Katrinčáka, Radomíra Šebestu a také Annu Katrinčákovou roku 1983 k trestům odnětí svobody od 9 do 12 let. Po propuštění z vězení v Německu se únosci nemohli vrátit do Československa, protože by na hranicích byli zadrženi a posláni do vězení. 
V roce 1999, těsně před vypršením promlčecí lhůty, na ně vydal Krajský soud v Plzni příkaz k dodání do výkonu trestu. Česká policie se je snažila najít, což se nepodařilo. Teprve roku 2007 bylo pátrání přerušeno. Důvodem u Josefa Katrinčáka je skutečnost, že policie vyčerpala všechny prostředky, kterými mohla zjistit jeho pobyt. Pobyt Anny Katrinčákové se policii podařilo zjistit. Žije v Německu, ale tamější úřady zamítly žádost o její vydání.

## Udělení milosti
Dne 21. června 2004, udělil prezident Václav Klaus Radomíru Šebestovi milost: Šebesta Radomír, prominutí celého sníženého trestu odnětí svobody. Odsouzený za únos letadla a krádež výbušnin. Od odsouzení uplynulo 20 let. Žije v emigraci, milost mu umožní styk s rodiči. Vykonání trestu by nyní již nemělo význam. Radomír Šebesta tvrdí, že byl k únosu donucen, jinak by přišel o život. Radomír Šebesta v současné době žije ve Francii.